# 南京直立人
南京人，或称南京直立人和南京猿人，1990年代出土于南京汤山葫芦洞的南京人化石地点。目前有两例复原的南京直立人头骨：1号头骨，为成年女性，距今约58－62万年。2号头骨，代表壮年男性个体，距今约30万年。